# Apodolirion
Apodolirion Baker es un género  de plantas herbáceas, perennes y bulbosas perteneciente a la familia de las amarilidáceas (Amaryllidaceae, tribu Haemantheae). El género comprende 6 especies oriundas de Sudáfrica.

## Taxonomía
El género fue descrito por  John Gilbert Baker y publicado en J. Bot. 16: 74. 1878.
Etimología
Apodolirion: nombre genérico que proviene del griego y significa "flor sin tallo" aludiendo al hecho de que las flores de las especies de este género son prácticamente acaules. 

## Listado de especies
Las especies del género, conjuntamente con la cita válida y su distribución geográfica, se listan a continuación:
- Apodolirion amyanum D. Muller-Doblies
- Apodolirion bolusii Baker
- Apodolirion buchananii Baker
- Apodolirion cedarbergense D. Muller-Doblies
- Apodolirion lanceolatum (L.f.) Benth.
- Apodolirion macowanii Baker

## Usos
Se cultiva A. buchananii (conocida como "Natal Crocus", crocus de Natal, aludiendo al área de distribución de la especie en Sudáfrica) como ornamental. Es una especie de tamaño pequeño, con flores solitarias, vegeta en invierno y florece en la primavera.